# Vaucourtois
Vaucourtois is een gemeente in het Franse departement Seine-et-Marne (regio Île-de-France) en telt 202 inwoners (1999). De plaats maakt deel uit van het arrondissement Meaux.

## Geografie
De oppervlakte van Vaucourtois bedraagt 4,7 km², de bevolkingsdichtheid is 43,0 inwoners per km².
De onderstaande kaart toont de ligging van Vaucourtois met de belangrijkste infrastructuur en aangrenzende gemeenten.

## Demografie
Onderstaande figuur toont het verloop van het inwonertal (bron: INSEE-tellingen).